# Erich Ollenhauer
Erich Ollenhauer est un homme politique allemand, né le 27 mars 1901 à Magdebourg et mort le 14 décembre 1963 à Bonn. De 1952 à sa mort, il est président du SPD (le Parti social-démocrate d'Allemagne).

## Les années de formation
Erich Ollenhauer était l'aîné de quatre enfants, son père Wilhelm était maçon et adhéra au SPD l'année de la naissance d'Erich. À la fin de sa scolarité en école publique, en 1915, le jeune Erich voulait devenir instituteur, mais, pour des raisons financières, il doit achever des études commerciales dans une imprimerie. 

## Adhésion au SPD
En 1918, Ollenhauer s'inscrit au SPD. Après une période de bénévolat (en raison de son manque de formation) à la revue social-démocrate Volksstimme (Voix du peuple) à Magdebourg, sa carrière politique commence un an plus tard : après l'unification en 1922 de VAVJ, Verband der Arbeiterjugendvereine Deutschlands (Fédération des associations de jeunes travailleurs d'Allemagne) et SPJ, Sozialistischen Proletarierjugend (Jeunesse prolétaire socialiste), Ollenhauer devient secrétaire du SAJ Sozialistischen Arbeiter-Jugend (Jeunes travailleurs socialistes) sous la présidence de Max Westphal. Ce dernier demeure président jusqu'en 1928 et mène le SAJ comme une organisation de jeunes fidèles au SPD.

## La vie sous le Troisième Reich
Le 26 avril 1933, peu de temps après la prise de pouvoir des national-socialistes avec Adolf Hitler dans la république de Weimar, Ollenhauer est élu au comité directeur du SPD. Dès après l'incendie du Reichstag et les élections qui suivent, les nazis commencent leur politique d'oppression systématique à la résistance. Le 2 mai, des maisons syndicales sont occupées et le comité directeur du parti décide que certains de ses membres, particulièrement menacés, doivent rester hors de portée des nazis. Ollenhauer en fait partie. Ils ont la mission de créer, à l'étranger, un comité directeur du parti en exil. Le 6 mai, comme beaucoup d'autres fonctionnaires de partis, il émigre avec Otto Wels, chef du parti de l'époque, et Hans Vogel à Prague. Ils vont y fonder avec Paul Hertz (de), Friedrich Stampfer (de) et quelques autres le Sopade (équivalent du SPD). La nationalité allemande lui est retirée en 1935 mais un passeport temporaire tchécoslovaque lui est donné. Un an avant l'invasion de la Tchécoslovaquie par les forces nazies, le SoPaDe s'enfuit à Paris. Ollenhauer quitte Prague avec sa famille et arrive en France en passant par la Pologne et le Danemark.
Alors que l'invasion du Nord-Est de la France par la Wehrmacht approche, il est incarcéré en tant qu'Allemand dans un stade parisien et en est libéré grâce à l'intervention de Léon Blum. Ensuite, Ollenhauer va se réfugier quelque temps à Vichy, en zone libre, jusqu'à ce qu'il s'enfuit avec sa famille en septembre 1940 — dès lors pourvu de passeports temporaires américains, car la Tchécoslovaquie n'existe plus — en compagnie de Hans Vogel et sa famille vers l'Espagne puis Lisbonne. Un an plus tard, la famille Ollenhauer arrive à Londres, où le SoPaDe s'est installé jusqu’à la fin de la guerre ; Erich Ollenhauer devient le plus proche collaborateur d'Hans Vogel, président du SoPaDe. Avec l'appui du Labour Party britannique, Ollenhauer travaille à améliorer et organiser la situation des émigrants allemands, afin de préparer la reconstruction du SPD et de maintenir le contact avec des politiciens britanniques. En 1945, Ollenhauer est le seul représentant du SoPaDe à recevoir des Britanniques une autorisation de participer à la conférence du SPD à Hanovre.

## L'action du SPD après la guerre
Ollenhauer rentre en Allemagne en février 1946. Il devient secrétaire dans le bureau fondateur du SPD dirigé par Kurt Schumacher à Hanovre. Lors de la première « Journée du parti » d'après-guerre, la même année, il est choisi comme représentant de Schumacher. Les fréquentes absences, parfois de plusieurs mois, de Schumacher, dues à son état de santé, amènent Ollenhauer, en sa qualité d'organisateur de la centrale du parti, à gérer le parti. Après les élections au Bundestag libre le 14 août 1949, Ollenhauer est élu au Bundestag et choisi comme vice-président du groupe parlementaire SPD au Bundestag.
Après la mort prématurée de Schumacher le 20 août 1952, Ollenhauer considéré comme perfekte Nummer 2 (« parfait numéro 2 ») est élu, le 27 septembre 1952, lors d'un congrès du parti, président du SPD ainsi que président du groupe parlementaire au Bundestag, succédant ainsi à Schumacher dans les deux fonctions.
Malgré son manque de charisme, il poursuit l’œuvre de Schumacher, travaille, souvent en coulisses, pour transformer le SPD, simple parti de travailleurs, en un véritable parti populaire.
En 1951, il devient membre de l'Assemblée commune de la Communauté européenne du charbon et de l'acier (CECA) ; il cesse cette participation à la CECA après les élections législatives de 1953.
À ces élections de 1953, Ollenhauer se présente pour la première fois comme candidat à la fonction de chancelier fédéral pour le SPD et ne peut s'imposer avec seulement 28,8 % des voix (soit une baisse de 0,4 %) contre le chancelier sortant Adenauer, sous la conduite duquel l'alliance CDU/CSU améliore son résultat de 31 % à 45,2 %. En conséquence, le SPD reste dans l'opposition.
Bien qu'il fasse participer le SPD à nombre de lois importantes proposées par Adenauer et la CDU comme celles sur les allocations aux victimes de guerre, la réforme des pensions et la participation à la CECA, la poursuite par Ollenhauer de la politique étrangère de Schumacher peut se résumer par ces slogans : « Non à l'intégration au bloc de l'Ouest », « Oui à la réunification de l'Allemagne ». Mais surtout la politique économique du gouvernement fédéral et du ministre de l'Économie Ludwig Erhard, le « miracle économique » (Wirtschaftswunder) rencontre un écho favorable auprès de l'opinion publique. Ollenhauer et le SPD, au vu de l'essor économique évident, ont donc peu à leur opposer. C'est ainsi que les historiens rendent compte des (relatifs) échecs électoraux du SPD dans les années 1950. 
Aux élections législatives de 1957, le SPD conduit par Ollenhauer, candidat chancelier pour la seconde fois, peut certes améliorer son résultat de trois points en atteignant 31,8 % des voix, néanmoins ce gain relatif est bien inférieur à celui de l'alliance CDU/CSU qui gagne cinq points en atteignant de surcroît la majorité absolue avec 50,2 % des suffrages.
Après cette nouvelle défaite électorale, Ollenhauer renonce à une troisième candidature. Commencent alors les premiers actions de réorientation dans le SPD, qu’Ollenhauer accepte. Entre autres, il soutient Willy Brandt qui est arrivé au comité de direction un an avant les dernières élections. La réorientation de programme et d'organisation du SPD aboutit finalement au programme de Godesberg en 1959.
Ce programme imposé par les réformateurs autour de Willy Brandt, Fritz Erler et Herbert Wehner rompt très nettement avec la ligne précédente : ainsi, parallèlement à la politique étrangère d'Adenauer (intégration au bloc de l'Ouest), le réarmement de l'Allemagne est aussi prôné et l'économie à gestion centralisée rejetée. Plus précisément, le parti se dit éloigné du marxisme. Dans ce processus de réorientation, Ollenhauer joue un rôle important puisque, en tant que chef du parti et représentant de l’ancienne génération de militants, il est garant de la viabilité de cette transformation qui n’exclut aucune tendance du parti.
En novembre 1960, sur une proposition de Carlo Schmid et avec le soutien d'Ollenhauer, le comité directeur du parti désigne Willy Brandt, alors maire de Berlin-Ouest, comme nouveau candidat du parti à la fonction de chancelier.
Le 9 septembre 1963, soit trois mois avant sa mort, Ollenhauer est élu à la présidence de l'Internationale socialiste. Il meurt le 14 décembre, à Bonn d'une embolie pulmonaire.

## Héritage
Ollenhauer est considéré comme l'archétype du militant droit. Il consacre toute sa vie au SPD en ayant toujours dans l'esprit que parti politique et syndicat sont la seule voie capable d'améliorer le sort de la classe ouvrière.
Son successeur à la tête du parti est Willy Brandt et la présidence du groupe parlementaire est assurée par Fritz Erler.
Cinq jours après son décès, le 19 décembre 1963, la République fédérale d'Allemagne lui rend hommage lors d'une manifestation en séance plénière du Bundestag. Le président du Bundestag de l'époque, Eugen Gerstenmaier, qui lui avait épinglé sur la poitrine le ruban pourpre de l'ordre allemand le plus élevé, met l'accent sur le personnage d'Erich Ollenhauer dans son discours d'hommage : ...imprégné et dévoué à ce qu'il servait, soutenu et aimé par la grande communauté du Parti social-démocrate d'Allemagne, raisonnable, équitable et plein d'humour aussi dans les relations avec ses adversaires politiques...